# Two organ preludes founded on Welsh folk songs
Two organ preludes founded on Welsh folk songs is een compositie van Ralph Vaughan Williams. Hij schreef het werkje voor orgel solo. De twee deeltjes zijn:
1. Romanza (The white rock)
2. Toccata (St. David’s Day).

The white rock verwijst naar Dafydd y Garreg Wen (David on the white rock) op een melodie van David Owen. St. David’s Day verwijst naar David, (bescherm)heilige van Wales.  
Benjamin Britten schreef later ook een versie van David on the white rock. Hij schreef in 1976 zijn versie voor zangstem en harp.

## Discografie
- Uitgave Priory Records: Christopher Nickel (orgel)